# الیسون جکسون
الیسون جکسون (انگلیسی: Alison Jackson؛ زادهٔ ۱۵ may ۱۹۷۰ (۵۴ سال)) هنرمند، عکاس اهل بریتانیا است.